# Euagrus luteus
Euagrus luteus är en spindelart som beskrevs av Willis J. Gertsch 1973. Euagrus luteus ingår i släktet Euagrus och familjen Dipluridae. Inga underarter finns listade i Catalogue of Life.